# Scott Mitchell
Scott Mitchell (* 5. Juni 1970 in Bournemouth, England) ist ein englischer Dartspieler.

## Karriere

### 2007 bis 2013
Mitchell versuchte als Amateurspieler sich für die PDC UK Open 2007 zu qualifizieren, was ihm auch gelang. Er gewann sein erstes Spiel, war in der folgenden Runde allerdings Jelle Klaasen unterlegen.
Daraufhin entschied sich Mitchell für eine semi-professionelle Karriere bei der BDO.
Seine ersten Turniererfolge feierte er im Jahr 2009, als er die Swiss Open und das English Classic gewann. 2010 gab er sein Debüt bei der BDO-Weltmeisterschaft. Allerdings verlor er gleich sein erstes Match gegen Daryl Gurney mit 2:3. In den folgenden zwei Jahren gelangen ihm kaum Turniersiege und auch bei der Weltmeisterschaft, gelang ihm kein Sieg. Erst bei der WM 2013 konnte Mitchell sich erstmals für das Achtelfinale qualifizieren, nachdem er sich gegen Mark Barilli mit 3:2 hatte durchsetzen können. Im folgenden Verlauf des Jahres gelangen ihm zudem drei Turniersiege.

### 2014 & 2015
Zu Beginn des Jahres erreichte Mitchell wieder das Achtelfinale der Weltmeisterschaft, unterlag dort aber James Wilson mit 2:4. 2014 dominierte er die BDO, indem er sieben Turniersiege feiern konnte. So ging er als einer der Favoriten in die BDO-Weltmeisterschaft 2015. In seinem 1. Runden-Match traf er auf Tony O’Shea. Beide zeigten ein gutes Spiel, in dem am Ende Mitchell mit 3:2 als Sieger hervorging. Es folgten drei weitere, deutliche Siege gegen Geert De Vos (4:2), Brian Dawson (5:2) und Jeff Smith (6:0). Somit stand Mitchell im Finale der WM gegen den dreimaligen Weltmeister Martin Adams. Das Spiel verlief enorm ausgeglichen und erst im 13. Satz fiel die Entscheidung zu Gunsten Mitchells, der sich somit zum Weltmeister krönen konnte. Für kurze Zeit wurde er durch den Erfolg die Nummer 1 der BDO-Weltrangliste, ehe er von Glen Durrant abgelöst wurde. Diese Erfolge brachten ihm außerdem eine Einladung der PDC für den Grand Slam of Darts 2015 ein. Mitchell kam allerdings nicht über die Gruppenphase hinaus.

### 2016 bis heute
Mitchell ging als amtierender Weltmeister in die BDO World Darts Championship 2016, dennoch war Glen Durrant der Topfavorit. Als Durrant allerdings im Viertelfinale scheiterte, witterte Mitchell seine Chance zur Titelverteidigung. Diese wurde aber durch den Niederländer Richard Veenstra im Viertelfinale zunichtegemacht. In der Folge feierte Mitchell aber ein ordentliches Jahr 2016. Er gewann u. a. die Welsh Open und erreichte zwei Major-Halbfinals. So etablierte er sich als Nummer 2 der BDO hinter Durrant und erhielt demnach wieder eine Einladung zum Grand Slam of Darts 2016. Mitchell zeigte ein grandioses Auftaktmatch gegen den zweimaligen PDC-Weltmeister Adrian Lewis. Er scorte einen Average von 107 Punkten und gewann souverän mit 5:1. Allerdings folgten zwei Niederlagen gegen Chris Dobey und Benito van de Pas und damit verbunden, schied Mitchell wieder in der Gruppenphase aus.
Bei der BDO-Weltmeisterschaft 2017 startete er an Position zwei gesetzt, schied jedoch in der 2. Runde aus.
Über die PDC Qualifying School konnte er 2021 sich eine Tourkarte für die PDC Pro Tour sichern, über welche er sich gleich im ersten Jahr für seine erste PDC-WM, die PDC World Darts Championship 2022, qualifizieren konnte. Er schied bei dieser allerdings gleich in der ersten Runde gegen Chris Landman mit 0:3 aus. Ende des Jahres 2022 musste er seine Tour Card jedoch bereits wieder abgeben.
Bei der Q-School 2023 versuchte Mitchell, sich diese direkt wieder zurück zu erspielen. Dabei durfte er direkt in der Final Stage starten. Mit vier Punkten für die Rangliste gelang ihm dies jedoch nicht.
Daraufhin wurde Mitchell für die World Seniors Darts Championship 2023 nominiert. Hier gewann er zunächst ohne Probleme gegen Peter Manley, bevor er in seinem zweiten Spiel gegen den Titelverteidiger Robert Thornton keinen Satz gewinnen konnte.
Ende September war Mitchell Teil des englischen Teams beim WDF World Cup 2023. Im Einzel konnte er dabei zwar kein Spiel gewinnen, erreichte jedoch im Doppel mit James Hurrell gemeinsam das Achtelfinale, in dem sie Wesley Plaisier und Berry van Peer unterlagen. Im Teamwettbewerb sicherte sich Mitchell mit seinem Partnern sogar die Silbermedaille, nachdem man zuvor gegen das Team aus den Niederlanden mit 7:9 verloren hatte.
Bei der Q-School 2024 durfte Mitchell aufgrund guter Leistungen bei der PDC Challenge Tour 2023 in der Final Stage starten. Bei fünf Siegen sprang dabei aber nur ein Punkt für die Rangliste heraus und er gewann keine Tour Card. Auf der darauffolgenden Challenge Tour-Saison stand Mitchell zweimal im Viertel- und ein weiteres Mal im Achtelfinale. Er beendete die Saison auf Rang 36 in der Order of Merit.
Zuvor nahm Mitchell im Februar an der World Seniors Darts Championship 2024 teil und gewann zunächst mit 3:1 gegen Matt Clark. Im Achtelfinale unterlag er jedoch Lisa Ashton mit 0:3 in Sätzen, wobei jeder Satz 1:3 endete. Direkt danach nahm Mitchell an den UK Open 2024 teil. Er besiegte dabei nacheinander Leighton Bennett, Darren Beveridge und Matthew Dennant, bevor er in Runde 4 gegen Nathan Aspinall verlor. Ende September nahm Mitchell für England beim WDF Europe Cup 2024 teil. Im Einzel schied er überraschend im ersten Spiel aus. Im Doppel ging es für ihn und Cam Crabtree aber bis ins Finale, das die beiden gegen Johan Engström und Andreas Harrysson mit 3:6 verloren. In der Teamkonkurrenz schieden Mitchell und seine Partner im Viertelfinale gegen Tschechien aus. Mitte Oktober spielte Mitchell sich beim World Masters 2024 ohne Niederlage durch die Gruppenphase, bevor er sein erstes K.-o.-Spiel gegen Thobias Johnsson aus Schweden mit 4:5 knapp verlor.
Bei der Q-School 2025 spielte sich Mitchell dank zwei solider Tage in die Final Stage, in der er jedoch ohne Punktgewinn für die Rangliste blieb.

## Weltmeisterschaftsresultate

### BDO
- 2010: 1. Runde (2:3-Niederlage gegen  Daryl Gurney)
- 2011: 1. Runde (0:3-Niederlage gegen  Jan Dekker)
- 2012: 1. Runde (0:3-Niederlage gegen  Martin Adams)
- 2013: Achtelfinale (1:4-Niederlage gegen  Robbie Green)
- 2014: Achtelfinale (2:4-Niederlage gegen  James Wilson)
- 2015: Sieger (7:6-Sieg gegen  Martin Adams)
- 2016: Viertelfinale (3:5-Niederlage gegen  Richard Veenstra)
- 2017: Achtelfinale (2:4-Niederlage gegen  Geert De Vos)
- 2018: Achtelfinale (2:4-Niederlage gegen  Andy Baetens)
- 2019: Viertelfinale (3:5-Niederlage gegen  Jim Williams)
- 2020: Halbfinale (3:6-Niederlage gegen  Wayne Warren)

### PDC
- 2022: 1. Runde (0:3-Niederlage gegen  Chris Landman)

### WSDT
- 2023: Achtelfinale (0:3-Niederlage gegen  Robert Thornton)
- 2024: Achtelfinale (0:3-Niederlage gegen  Lisa Ashton)

## Turnierergebnisse
| Turnier                           | 2007                       | 2008                       | 2009                       | 2010                       | 2011                       | 2012                       | 2013                       | 2014                       | 2015                       | 2016                       | 2017                       | 2018                       | 2019                       | 2020                           | 2021                           | 2022                           | 2023                           | 2024                           |
| --------------------------------- | -------------------------- | -------------------------- | -------------------------- | -------------------------- | -------------------------- | -------------------------- | -------------------------- | -------------------------- | -------------------------- | -------------------------- | -------------------------- | -------------------------- | -------------------------- | ------------------------------ | ------------------------------ | ------------------------------ | ------------------------------ | ------------------------------ |
| BDO/WDF-Major-Turniere            |                            |                            |                            |                            |                            |                            |                            |                            |                            |                            |                            |                            |                            |                                |                                |                                |                                |                                |
| Weltmeisterschaft                 | n/t                        | n/q                        | n/q                        | 1R                         | 1R                         | 1R                         | AF                         | AF                         | S                          | VF                         | AF                         | AF                         | VF                         | HF                             | n/a                            | Verband insolvent              | Verband insolvent              | Verband insolvent              |
| World Masters                     | 6R                         | 4R                         | 3R                         | 4R                         | 3R                         | AF                         | 3R                         | VF                         | 6R                         | HF                         | 5R                         | HF                         | 4R                         | n/a                            | n/a                            | Verband insolvent              | Verband insolvent              | Verband insolvent              |
| World Trophy                      | nicht ausgetragen          | nicht ausgetragen          | nicht ausgetragen          | nicht ausgetragen          | nicht ausgetragen          | nicht ausgetragen          | nicht ausgetragen          | VF                         | AF                         | AF                         | AF                         | AF                         | AF                         | n/a                            | n/a                            | Verband insolvent              | Verband insolvent              | Verband insolvent              |
| WDF-Platin-/Major-Turniere        |                            |                            |                            |                            |                            |                            |                            |                            |                            |                            |                            |                            |                            |                                |                                |                                |                                |                                |
| WDF World Cup                     | n/t                        | n/a                        | n/t                        | n/a                        | n/t                        | n/a                        | n/t                        | n/a                        | 3R                         | n/a                        | n/t                        | n/a                        | 4R                         | nicht ausgetragen              | nicht ausgetragen              | nicht ausgetragen              | n/t                            | n/a                            |
| WDF Europe Cup                    | n/a                        | n/t                        | n/a                        | n/t                        | n/a                        | n/t                        | n/a                        | 3R                         | n/a                        | 1R                         | n/a                        | 4R                         | nicht ausgetragen          | nicht ausgetragen              | nicht ausgetragen              | n/t                            | n/a                            | 1R                             |
| World Masters                     | nicht ausgetragen          | nicht ausgetragen          | nicht ausgetragen          | nicht ausgetragen          | nicht ausgetragen          | nicht ausgetragen          | nicht ausgetragen          | nicht ausgetragen          | nicht ausgetragen          | nicht ausgetragen          | nicht ausgetragen          | nicht ausgetragen          | nicht ausgetragen          | nicht ausgetragen              | nicht ausgetragen              | n/t                            | n/a                            | 2R                             |
| Finder Masters                    | nicht qualifiziert         | nicht qualifiziert         | nicht qualifiziert         | GP                         | VF                         | HF                         | GP                         | GP                         | GP                         | HF                         | HF                         | VF                         | nicht ausgetragen          | nicht ausgetragen              | nicht ausgetragen              | nicht ausgetragen              | nicht ausgetragen              | nicht ausgetragen              |
| PDC-Ranking-Turniere              |                            |                            |                            |                            |                            |                            |                            |                            |                            |                            |                            |                            |                            |                                |                                |                                |                                |                                |
| Weltmeisterschaft                 | nicht teilgenommen         | nicht teilgenommen         | nicht teilgenommen         | nicht teilgenommen         | nicht teilgenommen         | nicht teilgenommen         | nicht teilgenommen         | nicht teilgenommen         | nicht teilgenommen         | nicht teilgenommen         | nicht teilgenommen         | nicht teilgenommen         | nicht teilgenommen         | nicht teilgenommen             | n/q                            | 1R                             | n/q                            | n/q                            |
| UK Open                           | 2R                         | nicht teilgenommen         | nicht teilgenommen         | nicht teilgenommen         | nicht teilgenommen         | nicht teilgenommen         | nicht teilgenommen         | nicht teilgenommen         | nicht teilgenommen         | nicht teilgenommen         | nicht teilgenommen         | nicht teilgenommen         | nicht teilgenommen         | nicht teilgenommen             | 4R                             | 2R                             | n/q                            | 4R                             |
| Grand Slam of Darts               | nicht qualifiziert         | nicht qualifiziert         | nicht qualifiziert         | nicht qualifiziert         | nicht qualifiziert         | nicht qualifiziert         | nicht qualifiziert         | nicht qualifiziert         | nicht qualifiziert         | GP                         | GP                         | GP                         | GP                         | nicht qualifiziert             | nicht qualifiziert             | nicht qualifiziert             | nicht qualifiziert             | nicht qualifiziert             |
| Players Championship Finals       | n/a                        | n/a                        | nicht teilgenommen         | nicht teilgenommen         | nicht teilgenommen         | nicht teilgenommen         | nicht teilgenommen         | nicht teilgenommen         | nicht teilgenommen         | nicht teilgenommen         | nicht teilgenommen         | nicht teilgenommen         | nicht teilgenommen         | nicht teilgenommen             | 2R                             | nicht qualifiziert             | nicht qualifiziert             | nicht qualifiziert             |
| WSD-Majorturniere (Senioren-Tour) |                            |                            |                            |                            |                            |                            |                            |                            |                            |                            |                            |                            |                            |                                |                                |                                |                                |                                |
| Weltmeisterschaft                 | nicht ausgetragen          | nicht ausgetragen          | nicht ausgetragen          | nicht ausgetragen          | nicht ausgetragen          | nicht ausgetragen          | nicht ausgetragen          | nicht ausgetragen          | nicht ausgetragen          | nicht ausgetragen          | nicht ausgetragen          | nicht ausgetragen          | nicht ausgetragen          | nicht ausgetragen              | nicht ausgetragen              | n/t                            | AF                             | AF                             |
| World Matchplay                   | nicht ausgetragen          | nicht ausgetragen          | nicht ausgetragen          | nicht ausgetragen          | nicht ausgetragen          | nicht ausgetragen          | nicht ausgetragen          | nicht ausgetragen          | nicht ausgetragen          | nicht ausgetragen          | nicht ausgetragen          | nicht ausgetragen          | nicht ausgetragen          | nicht ausgetragen              | nicht ausgetragen              | n/t                            | AF                             | n/t                            |
| World Masters                     | nicht ausgetragen          | nicht ausgetragen          | nicht ausgetragen          | nicht ausgetragen          | nicht ausgetragen          | nicht ausgetragen          | nicht ausgetragen          | nicht ausgetragen          | nicht ausgetragen          | nicht ausgetragen          | nicht ausgetragen          | nicht ausgetragen          | nicht ausgetragen          | nicht ausgetragen              | nicht ausgetragen              | n/t                            | n/t                            | AF                             |
| Karrierestatistiken               |                            |                            |                            |                            |                            |                            |                            |                            |                            |                            |                            |                            |                            |                                |                                |                                |                                |                                |
| Jahresendplatzierung              | 320                        | 44                         | 14                         | 15                         | 19                         | 12                         | 15                         | 4                          | 6                          | 2                          | 4                          | 6                          | 9                          | 111                            | 81                             | 71                             | 152                            | 159                            |
| Verband                           | British Darts Organisation | British Darts Organisation | British Darts Organisation | British Darts Organisation | British Darts Organisation | British Darts Organisation | British Darts Organisation | British Darts Organisation | British Darts Organisation | British Darts Organisation | British Darts Organisation | British Darts Organisation | British Darts Organisation | Professional Darts Corporation | Professional Darts Corporation | Professional Darts Corporation | Professional Darts Corporation | Professional Darts Corporation |

| Legende zu den Turnierergebnissen | Legende zu den Turnierergebnissen | Legende zu den Turnierergebnissen | Legende zu den Turnierergebnissen | Legende zu den Turnierergebnissen | Legende zu den Turnierergebnissen | Legende zu den Turnierergebnissen | Legende zu den Turnierergebnissen | Legende zu den Turnierergebnissen | Legende zu den Turnierergebnissen |
| --------------------------------- | --------------------------------- | --------------------------------- | --------------------------------- | --------------------------------- | --------------------------------- | --------------------------------- | --------------------------------- | --------------------------------- | --------------------------------- |
| n/t                               | nicht teilgenommen                | n/q                               | nicht qualifiziert                | n/a                               | nicht ausgetragen                 | #R                                | Aus in jeweiliger Runde           | GP                                | Aus in der Gruppenphase           |
| AF                                | Achtelfinalist                    | VF                                | Viertelfinalist                   | HF                                | Halbfinalist                      | F                                 | Turnierfinalist                   | S                                 | Turniersieger                     |

## Titel

### BDO
- Majors
  - BDO World Darts Championship: (1) 2015
- Weitere
  - BDO Gold Cup: (1) 2018
  - British Open: (1) 2014
  - Czech Open: (1) 2017
  - Denmark Masters: (1) 2018
  - Denmark Open: (1) 2017
  - England Masters: (1) 2019
  - England Matchplay: (2) 2014, 2015
  - England National Championships: (2) 2017, 2018
  - German Open: (1) 2018
  - French Open: (1) 2013

International Open Vizcaya: (1) 2018
- - Isle of Man Classic: (1) 2016
  - Jersey Open: (2) 2014, 2015
  - Münsterland Classic: (1) 2014
  - Romanian Classic: (1) 2014
  - Sunparks Masters: (2) 201
  - Swedish Open: (1) 2017
  - Swiss Open: (2) 2009, 20100, 2013
  - Tops of Ghent: (1) 2014
  - Welsh Open: (1) 2016

### PDC
- Secondary Tour Events
  - PDC Challenge Tour
    - PDC Challenge Tour 2020: 2

### WDF
- Sonstige
  - Belfry Open: (1) 2017

### Andere
- Hampshire Open: (1) 2013